# Estación de El Cónsul
El Cónsul es una estación en superficie de la línea 1 del Metro de Málaga. Se sitúa en el Bulevar Louis Pasteur en la zona donde se construirá la ampliación del Campus Universitario de Teatinos, en el distrito Teatinos-Universidad de Málaga. Forma parte de los primeros tramos de la red en ser inaugurados el 30 de julio de 2014.